# 1984
Il 1984 (MCMLXXXIV in numeri romani) è un anno bisestile del XX secolo.

## Eventi
- Ronda  confermata di tigre di Giava nell'ovest dell'isola, nella Riserva di Halimun, oggi integrata nel Parco nazionale del Monte Halimun Salak, dopo di che solo pochi avvistamenti.

### Gennaio
- 1º gennaio – Il Brunei ottiene indipendenza dal Regno Unito
- 5 gennaio – Catania: la mafia uccide il giornalista Giuseppe Fava, direttore de I siciliani.
- 10 gennaio – il Vaticano e gli Stati Uniti ristabiliscono relazioni diplomatiche stabili dopo una rottura durata 117 anni.
- 22 gennaio – la Apple presenta il primo computer della serie Macintosh.

### Febbraio
- 13 febbraio – Mosca: Konstantin Černenko diventa il nuovo segretario del PCUS. Succede a Jurij Andropov, morto quattro giorni prima.
- 18 febbraio – Roma: Bettino Craxi e il cardinale Agostino Casaroli siglano l'Accordo di villa Madama, il nuovo concordato tra Italia e Santa Sede: la religione cattolica non è più considerata religione di Stato.

### Marzo
- 4 marzo – Castiglione delle Stiviere: sono arrestati Marco Furlan e Wolfgang Abel quali responsabili di una serie di delitti e attentati rivendicati da una organizzazione neonazista denominata Ludwig.
- 30 marzo – Canada: muore in un ospedale di Quebec City lo steward Gaëtan Dugas, considerato, a torto, il "paziente zero" dell'epidemia di AIDS.

### Aprile
- 30 aprile – Colombia: Rodrigo Lara Bonilla, Ministro della Giustizia colombiano e fervente avversario dei narcos, viene assassinato dai sicari di Pablo Escobar dando inizio al periodo del narcoterrorismo in Colombia.

### Maggio
- 5 maggio – la Svezia vince l'Eurovision Song Contest, ospitato a Lussemburgo, Lussemburgo.
- 7 maggio – nel centro Italia si verifica un terremoto di magnitudo 5.9 con epicentro a San Donato Val di Comino, seguito quattro giorni dopo da una replica di magnitudo 5.5 che provoca tre vittime.
- 9 maggio – la commissione parlamentare sulla P2 pubblica la sua relazione finale: viene confermata la veridicità degli elenchi sequestrati nella villa di Gelli e la relazione di questi con i servizi segreti dal 1950. La commissione non ha accesso all'archivio di Gelli conservato in Perù e non riesce a fare piena luce sulla struttura superiore della piramide.
- 13 maggio – Penisola di Kola: in una base militare sovietica, esplode un arsenale missilistico causando danni la cui entità non è nota.[1]
- 23 maggio – Regno Unito: un'esplosione di metano nell'impianto di trattamento idrico di Abbeystead, nel  Lancashire, provoca 16 vittime.

### Giugno
- 7 giugno – Padova: durante un comizio per le elezioni europee, il segretario del PCI, Enrico Berlinguer viene colpito da emorragia cerebrale: morirà l'11 giugno. Ai suoi funerali, il 13 giugno a Roma, partecipano due milioni di persone.

### Luglio
- 1º luglio – Il Liechtenstein estende il diritto di voto alle donne. Era l'unico stato europeo a non prevederlo.
- 12 luglio – Incidente aereo di Sigonella: un aereo delle forze aeree statunitensi precipita nei pressi di Lentini in Sicilia. Nove persone perdono la vita.
- 25 luglio – Missione Salyut 7: la cosmonauta sovietica Svetlana Savickaja è la prima donna a compiere una passeggiata spaziale
- 28 luglio – A Los Angeles vengono aperti i giochi della XXIII Olimpiade, che termineranno il 12 agosto successivo.

### Agosto
- 4 agosto – La Repubblica dell'Alto Volta cambia il proprio nome in Burkina Faso.
- 22 agosto – Kenya: il paleoantropologo Alan Walker ed il suo team trovano i resti del Ragazzo di Turkana, un Homo erectus quasi perfettamente conservato.

### Settembre
- 5 settembre – L'Australia Occidentale abolisce la pena di morte, ultimo stato dell'Australia a farlo.
- 14 settembre – Sudafrica: Pieter Willem Botha diventa presidente dello stato.
- 20 settembre – Beirut: un'autobomba degli Hezbollah esplode presso l'ambasciata degli Stati Uniti in Libano. Nell'attentato perdono la vita 24 persone.
- 23 settembre - Francois Mitterrand e Helmut Kohl, in una solenne cerimonia, commemorano a Verdun i morti delle precedenti  guerre tra Francia e Germania e suggellano la nuova amicizia franco-tedesca.
- 26 settembre – Il Regno Unito e la Repubblica Popolare Cinese firmano gli accordi preliminari per il ritorno di Hong Kong sotto la sovranità cinese nel 1997.

### Ottobre
- 12 ottobre – Regno Unito: nella città di Brighton, nel Sussex, l'IRA fa esplodere una bomba all'interno del Grand Hotel della città. Obiettivo dichiarato era l'allora capo del governo Margaret Thatcher, presente in città assieme al resto del suo governo. L'attentato non sortisce i risultati per i quali era stato progettato, ma causa 5 morti e numerosi feriti.
- 19 ottobre – Repubblica Popolare di Polonia: il prete cattolico Jerzy Popiełuszko viene rapito e ucciso da tre funzionari del ministero dell'interno.
- 31 ottobre – Nuova Delhi: il primo ministro indiano Indira Gandhi viene assassinata da alcune sue guardie del corpo di religione sikh. Si scatena quindi una repressione contro la minoranza sikh con l'uccisione di circa 3.500 persone.

### Novembre
- 6 novembre – Elezioni presidenziali negli Stati Uniti: Ronald Reagan viene rieletto presidente, sconfiggendo lo sfidante democratico Walter Mondale.
- 12 novembre – Il Marocco si ritira dall'Organizzazione dell'unità africana a seguito del riconoscimento d'indipendenza e dell'adesione della Repubblica democratica araba Sahrawi come paese membro.
- 19 novembre – Messico: disastro di San Juanico. 500 persone perdono la vita in seguito a una serie di esplosioni in un impianto petrolifero.
- 25 novembre – Uruguay: dopo 12 anni di dittatura militare, viene democraticamente eletto presidente Julio María Sanguinetti.

### Dicembre
- 3 dicembre – India, disastro di Bhopal: una fuga di isocianato di metile da una fabbrica della multinazionale Union Carbide causa più di duemila morti e decine di migliaia di intossicati.[2][3]
- 21 dicembre – parte la sonda spaziale sovietica Vega 2 con il doppio obiettivo di osservare Venere e la cometa di Halley.
- 23 dicembre – San Benedetto Val di Sambro: esplode un ordigno sul rapido 904 proveniente da Napoli e diretto a Milano. È la Strage del Rapido 904. La detonazione avviene mentre il treno si trova in una galleria, causando 16 morti e 267 feriti.

## Nati
Ci sono circa 5 370 voci su persone nate nel 1984; vedi la pagina Nati nel 1984 per un elenco descrittivo o la categoria Nati nel 1984 per un indice alfabetico.

## Morti
Ci sono circa 1 280 voci su persone morte nel 1984; vedi la pagina Morti nel 1984 per un elenco descrittivo o la categoria Morti nel 1984 per un indice alfabetico.

## Il 1984 nella finzione
- Nella sitcom statunitense How I Met Your Mother Tracy McConnell nasce il 14 settembre 1984.
- Il celebre romanzo distopico di George Orwell, 1984 è ambientato in questo anno.
- La seconda stagione della famosa serie di successo Stranger Things è ambientata nel 1984.
- La canzone The Vanished City di Moving Point-P con il Vocaloid cinese Yuezheng Longya racconta una storia che si svolge nel 1984
- Metal Gear Solid V: The Phantom Pain è ambientato nel 1984.
- Nel film Terminator Il 12 maggio 1984 il Terminator T-800 e Kyle Reese viaggiano nel tempo dal 2029 con la missione rispettivamente di uccidere e proteggere Sarah Connor, madre del leader della resistenza contro le macchine, John Connor.
- Breakfast Club è ambientato nel giorno di sabato 24 marzo 1984
- La nona stagione di American Horror Story trae il sottotitolo ed è ambientata nel 1984

## Calendario
| Calendario 1984 | Calendario 1984 | Calendario 1984 | Calendario 1984 | Calendario 1984 | Calendario 1984 | Calendario 1984 | Calendario 1984 | Calendario 1984 | Calendario 1984 | Calendario 1984 | Calendario 1984 | Calendario 1984 | Calendario 1984 | Calendario 1984 | Calendario 1984 | Calendario 1984 | Calendario 1984 | Calendario 1984 | Calendario 1984 | Calendario 1984 | Calendario 1984 | Calendario 1984 | Calendario 1984 | Calendario 1984 | Calendario 1984 | Calendario 1984 | Calendario 1984 | Calendario 1984 | Calendario 1984 | Calendario 1984 | Calendario 1984 | Calendario 1984 |
| --------------- | --------------- | --------------- | --------------- | --------------- | --------------- | --------------- | --------------- | --------------- | --------------- | --------------- | --------------- | --------------- | --------------- | --------------- | --------------- | --------------- | --------------- | --------------- | --------------- | --------------- | --------------- | --------------- | --------------- | --------------- | --------------- | --------------- | --------------- | --------------- | --------------- | --------------- | --------------- | --------------- |
|                 | 1               | 2               | 3               | 4               | 5               | 6               | 7               | 8               | 9               | 10              | 11              | 12              | 13              | 14              | 15              | 16              | 17              | 18              | 19              | 20              | 21              | 22              | 23              | 24              | 25              | 26              | 27              | 28              | 29              | 30              | 31              |                 |
| Gennaio         | Do              | Lu              | Ma              | Me              | Gi              | Ve              | Sa              | Do              | Lu              | Ma              | Me              | Gi              | Ve              | Sa              | Do              | Lu              | Ma              | Me              | Gi              | Ve              | Sa              | Do              | Lu              | Ma              | Me              | Gi              | Ve              | Sa              | Do              | Lu              | Ma              |                 |
| Febbraio        | Me              | Gi              | Ve              | Sa              | Do              | Lu              | Ma              | Me              | Gi              | Ve              | Sa              | Do              | Lu              | Ma              | Me              | Gi              | Ve              | Sa              | Do              | Lu              | Ma              | Me              | Gi              | Ve              | Sa              | Do              | Lu              | Ma              | Me              |                 |                 |                 |
| Marzo           | Gi              | Ve              | Sa              | Do              | Lu              | Ma              | Me              | Gi              | Ve              | Sa              | Do              | Lu              | Ma              | Me              | Gi              | Ve              | Sa              | Do              | Lu              | Ma              | Me              | Gi              | Ve              | Sa              | Do              | Lu              | Ma              | Me              | Gi              | Ve              | Sa              |                 |
| Aprile          | Do              | Lu              | Ma              | Me              | Gi              | Ve              | Sa              | Do              | Lu              | Ma              | Me              | Gi              | Ve              | Sa              | Do              | Lu              | Ma              | Me              | Gi              | Ve              | Sa              | Do              | Lu              | Ma              | Me              | Gi              | Ve              | Sa              | Do              | Lu              |                 |                 |
| Maggio          | Ma              | Me              | Gi              | Ve              | Sa              | Do              | Lu              | Ma              | Me              | Gi              | Ve              | Sa              | Do              | Lu              | Ma              | Me              | Gi              | Ve              | Sa              | Do              | Lu              | Ma              | Me              | Gi              | Ve              | Sa              | Do              | Lu              | Ma              | Me              | Gi              |                 |
| Giugno          | Ve              | Sa              | Do              | Lu              | Ma              | Me              | Gi              | Ve              | Sa              | Do              | Lu              | Ma              | Me              | Gi              | Ve              | Sa              | Do              | Lu              | Ma              | Me              | Gi              | Ve              | Sa              | Do              | Lu              | Ma              | Me              | Gi              | Ve              | Sa              |                 |                 |
| Luglio          | Do              | Lu              | Ma              | Me              | Gi              | Ve              | Sa              | Do              | Lu              | Ma              | Me              | Gi              | Ve              | Sa              | Do              | Lu              | Ma              | Me              | Gi              | Ve              | Sa              | Do              | Lu              | Ma              | Me              | Gi              | Ve              | Sa              | Do              | Lu              | Ma              |                 |
| Agosto          | Me              | Gi              | Ve              | Sa              | Do              | Lu              | Ma              | Me              | Gi              | Ve              | Sa              | Do              | Lu              | Ma              | Me              | Gi              | Ve              | Sa              | Do              | Lu              | Ma              | Me              | Gi              | Ve              | Sa              | Do              | Lu              | Ma              | Me              | Gi              | Ve              |                 |
| Settembre       | Sa              | Do              | Lu              | Ma              | Me              | Gi              | Ve              | Sa              | Do              | Lu              | Ma              | Me              | Gi              | Ve              | Sa              | Do              | Lu              | Ma              | Me              | Gi              | Ve              | Sa              | Do              | Lu              | Ma              | Me              | Gi              | Ve              | Sa              | Do              |                 |                 |
| Ottobre         | Lu              | Ma              | Me              | Gi              | Ve              | Sa              | Do              | Lu              | Ma              | Me              | Gi              | Ve              | Sa              | Do              | Lu              | Ma              | Me              | Gi              | Ve              | Sa              | Do              | Lu              | Ma              | Me              | Gi              | Ve              | Sa              | Do              | Lu              | Ma              | Me              |                 |
| Novembre        | Gi              | Ve              | Sa              | Do              | Lu              | Ma              | Me              | Gi              | Ve              | Sa              | Do              | Lu              | Ma              | Me              | Gi              | Ve              | Sa              | Do              | Lu              | Ma              | Me              | Gi              | Ve              | Sa              | Do              | Lu              | Ma              | Me              | Gi              | Ve              |                 |                 |
| Dicembre        | Sa              | Do              | Lu              | Ma              | Me              | Gi              | Ve              | Sa              | Do              | Lu              | Ma              | Me              | Gi              | Ve              | Sa              | Do              | Lu              | Ma              | Me              | Gi              | Ve              | Sa              | Do              | Lu              | Ma              | Me              | Gi              | Ve              | Sa              | Do              | Lu              |                 |

## Premi Nobel
- per la pace: Desmond Mpilo Tutu
- per la letteratura: Jaroslav Seifert
- per la medicina: Niels K. Jerne, Georges J.F. Koehler, César Milstein
- per la fisica: Simon Van Der Meer, Carlo Rubbia
- per la chimica: Robert Bruce Merrifield
- per l'economia: Richard Stone

## Arti
- Von hier aus - Zwei Monate neue deutsche Kunst in Düsseldorf
- Anno di ambientazione di 1984 di George Orwell
- Sesto album inciso dalla rock band Van Halen

## Sport
- 6 maggio, Torino – La Juventus di Giovanni Trapattoni vince il suo 21º Scudetto.
- 16 maggio, Basilea – La Juventus si aggiudica anche la Coppa delle Coppe sconfiggendo per 2-1 il Porto.
- 23 maggio, Londra – Il Tottenham vince la sua seconda Coppa UEFA.
- 30 maggio, Roma – Il Liverpool conquista la Coppa Campioni battendo ai rigori la Roma.
- 15 giugno, Las Vegas – Thomas Hearns sconfigge Roberto Durán in un incontro valido per il titolo mondiale dei pesi medi.
- 27 giugno, Parigi – La Francia è campione d'Europa per la prima volta, superando per 2-0 la Spagna nella finale del campionato d'Europa 1984.
- 5 luglio, Napoli – Diego Armando Maradona viene presentato allo Stadio San Paolo.
- 28 luglio – 12 agosto, Los Angeles – Si tengono i giochi della XXIII Olimpiade.
- 9 dicembre, Tokyo – L'Independiente sconfigge per 1-0 il Liverpool, facendo sua la Coppa Intercontinentale.